# Plaza de la Libertad (Ereván)
La plaza de la Libertad (en armenio: Ազատության հրապարակ; también llamada plaza del Teatro, o plaza de la Ópera) es una plaza situada en el distrito Kentron de la capital de Armenia, en la ciudad de Ereván.
La plaza forma parte del complejo Teatro de la Ópera de Ereván, situada justo al sur del edificio principal de la ópera, entre el parque de la ópera y el lago de los cisnes. La plaza está rodeada de cuatro calles: la Tumanyan, la calle Teryan, avenida Sayat Nova y la avenida Mashtots.
Las estatuas del escritor armenio Hovhannes Tumanyan y el compositor armenio Alexander Spendiaryan se encuentran en la plaza.